# Projekt 667A Navaga
Projekt 667A Navaga (ryska: Навага, ”navagatorsk”) eller Yankee-klass var en sovjetisk kärnvapenbestyckad atomdriven ubåtsklass. Första ubåten i klassen sjösattes 1966 och mellan 1967 och 1974 togs totalt 34 ubåtar i tjänst. Dessa var bestyckade med 16 stycken ballistiska missiler av typen R-27 Zub (Nato beteckning SS-N-6 Serb) som hade en maximal räckvidd på 2400 km.
I slutet av 1980-talet började Nagava-klassen att tas ur tjänst och efter Sovjetunionens sammanbrott gick de få ubåtar som fanns kvar över till den ryska flottan. År 1994 togs den sista ubåten ur klassen ur operativ tjänst. Nagava-klassen hade då utfört runt 600 patrulleringar av världshaven. Ett fåtal av ubåtarna byggdes om till specialubåtar och användes i flera år till. Det är idag (2007) oklart hur många av dessa så kallade specialubåtar som fortfarande tjänstgör.

## Modifierade ubåtar
Projekt 667AM Navaga-M
En ubåt (K-140) modifierad att bära 12 stycken R-31 (SS-N-17 Snipe) robotar i stället för de tidigare 16 robotarna av typ R-27. R-31 var Sovjetunionens första ubåtsbaserade ballistiska robot som drevs med fast bränsle.
Projekt 667M Andromeda
En ubåt (K-420) modifierad att bära 12 kryssningsrobotar av typen P-750 Meteorit. Avfyringstuberna är placerade bakom tornet, men utanför tryckskrovet och vinklade 45° framåt. Ombyggnaden ökade ubåtens bredd till 15 meter och längden till 153 meter.
Projekt 667AT Grusha
Tre ubåtar (К-423, К-253 och К-395) som kapades i höjd med femte robottuben och i stället fick en ny mittsektion med ytterligare åtta 533 mm torpedtuber (fyra på var sida). Den huvudsakliga syftet var att bära och avfyra kryssningsrobotar av typen S-10 Granat, men de kan även avfyra vanliga torpeder.
Projekt 667AK Akson
En ubåt (K-403) användes för utprovning av ny hydrofonutrustning.
Projekt 667АН Orenburg
En ubåt (K-441) modifierad för att fungera som moderfartyg för miniubåtar. Den har en ny mittsektion med plats för två miniubåtar och är den största Navaga-klass ubåten med sina 160 meter.

## Fartyg i klassen
| Skeppsnummer | Varv                                  | Kölsträkt         | Sjösatt           | Tagen i tjänst    | Status                                     |
| ------------ | ------------------------------------- | ----------------- | ----------------- | ----------------- | ------------------------------------------ |
| K-137        | SEVMASH, Severodvinsk                 | 4 november 1964   | 11 september 1966 | 6 november 1967   | Avmönstrad 3 april 1994 för skrotning      |
| K-140        | SEVMASH, Severodvinsk                 | 19 september 1965 | 23 augusti 1967   | 30 december 1967  | Avmönstrad 19 april 1990 för skrotning.    |
| K-26         | SEVMASH, Severodvinsk                 | 30 december 1965  | 23 december 1967  | 3 september 1968  | Avmönstrad 17 juli 1988 för skrotning      |
| K-32         | SEVMASH, Severodvinsk                 | 25 februari 1966  | 25 april 1968     | 26 oktober 1968   | Avmönstrad 19 april 1990 för skrotning     |
| K-216        | SEVMASH, Severodvinsk                 | 6 juni 1966       | 6 augusti 1968    | 27 december 1968  | Avmönstrad 1985 för skrotning              |
| K-207        | SEVMASH, Severodvinsk                 | 4 november 1966   | 20 september 1968 | 30 maj 1968       | Avmönstrad 30 maj 1989 för skrotning       |
| K-210        | SEVMASH, Severodvinsk                 | 16 december 1966  | 29 december 1968  | 6 augusti 1969    | Avmönstrad 17 juli 1988 för skrotning      |
| K-249        | SEVMASH, Severodvinsk                 | 18 mars 1967      | 30 mars 1969      | 27 september 1969 | Avmönstrad 17 juli 1988 för skrotning      |
| K-253        | SEVMASH, Severodvinsk                 | 26 juni 1967      | 5 juni 1969       | 28 november 1969  | Avmönstrad för skrotning                   |
| K-395        | SEVMASH, Severodvinsk                 | 8 september 1967  | 28 juli 1969      | 5 december 1969   | Avmönstrad för skrotning                   |
| K-339        | Leninskiy Komsomol varvet, Komsomolsk | 23 februari 1968  | 23 juni 1969      | 24 december 1969  | Avmönstrad 19 april 1990 för skrotning     |
| K-408        | SEVMASH, Severodvinsk                 | 20 januari 1968   | 10 september 1969 | 25 december 1969  | Avmönstrad 17 juli 1988 för skrotning      |
| K-411        | SEVMASH, Severodvinsk                 | 25 maj 1968       | 16 januari 1970   | 31 augusti 1970   | Avmönstrad för skrotning                   |
| K-418        | SEVMASH, Severodvinsk                 | 29 juni 1968      | 14 mars 1970      | 22 september 1970 | Avmönstrad 17 mars 1989 för skrotning      |
| K-420        | SEVMASH, Severodvinsk                 | 12 oktober 1968   | 25 april 1970     | 29 oktober 1970   | Avmönstrad för skrotning                   |
| K-423        | SEVMASH, Severodvinsk                 | 13 januari 1969   | 7 april 1970      | 13 november 1970  | Avmönstrad för skrotning                   |
| K-434        | Leninskiy Komsomol varvet, Komsomolsk | 23 februari 1969  | 29 maj 1970       | 30 november 1970  | Avmönstrad 17 mars 1989 för skrotning      |
| K-426        | SEVMASH, Severodvinsk                 | 17 april 1969     | 28 augusti 1970   | 22 december 1970  | Avmönstrad 19 april 1990 för skrotning     |
| K-236        | Leninskiy Komsomol varvet, Komsomolsk | 6 november 1969   | 4 augusti 1970    | 27 december 1970  | Avmönstrad 1 september 1990 för skrotning  |
| K-415        | SEVMASH, Severodvinsk                 | 4 juli 1969       | 26 september 1970 | 30 december 1970  | Avmönstrad 6 augusti 1987 för skrotning    |
| K-403        | SEVMASH, Severodvinsk                 | 18 augusti 1969   | 25 mars 1971      | 12 augusti 1971   | Avmönstrad - Skrotning pågår under 2010    |
| K-389        | Leninskiy Komsomol varvet, Komsomolsk | 26 juli 1970      | 27 juni 1971      | 25 november 1971  | Avmönstrad 19 april 1990 för skrotning     |
| K-245        | SEVMASH, Severodvinsk                 | 16 oktober 1969   | 9 augusti 1971    | 16 december 1971  | Avmönstrad 14 mars 1992 för skrotning      |
| K-219        | SEVMASH, Severodvinsk                 | 28 maj 1970       | 8 oktober 1971    | 31 december 1971  | Förolyckades och sjönk 3 oktober 1986      |
| K-252        | Leninskiy Komsomol varvet, Komsomolsk | 25 december 1970  | 12 september 1971 | 31 december 1971  | Avmönstrad 17 mars 1989 för skrotning      |
| K-214        | SEVMASH, Severodvinsk                 | 19 februari 1970  | 1 september 1971  | februari8, 1972   | Avmönstrad 24 juni 1991 för skrotning      |
| K-228        | SEVMASH, Severodvinsk                 | 4 september 1970  | 3 maj 1972        | 30 september 1972 | Avmönstrad 3 september 1994 för skrotning  |
| K-258        | Leninskiy Komsomol varvet, Komsomolsk | 30 mars 1971      | 26 maj 1972       | 30 september 1972 | Avmönstrad 16 juni 1991 för skrotning      |
| K-241        | SEVMASH, Severodvinsk                 | 24 december 1970  | 9 juni 1972       | 23 oktober 1972   | Avmönstrad 16 juni 1992 för skrotning      |
| K-444        | SEVMASH, Severodvinsk                 | 8 april 1971      | 1 augusti 1972    | 23 december 1972  | Avmönstrad 30 september 1994 för skrotning |
| K-446        | Leninskiy Komsomol varvet, Komsomolsk | 7 november 1971   | 8 augusti 1972    | 22 januari 1973   | Avmönstrad 17 mars 1993 för skrotning      |
| K-451        | SEVMASH, Severodvinsk                 | 23 februari 1972  | 29 april 1973     | 7 september 1971  | Avmönstrad 16 juni 1991 för skrotning      |
| K-436        | Leninskiy Komsomol varvet, Komsomolsk | 7 november 1972   | 25 juli 1973      | 5 december 1973   | Avmönstrad 14 mars 1992 för skrotning      |
| K-430        | Leninskiy Komsomol varvet, Komsomolsk | 27 juli 1973      | 28 juli 1974      | 25 december 1974  | Avmönstrad 12 januari 1995 för skrotning   |